# Faido
Faido (ⓘ; lombardisch Fait, woher auch (heute veraltet) deutsch Pfaid) ist eine politische Gemeinde im Schweizer Kanton Tessin. Faido ist Hauptort des gleichnamigen Kreises sowie des Bezirks Leventina.

## Geografie
Das Dorf liegt auf 721 m ü. M. am linken Ufer des Tessin (Fluss) und an der Strasse Airolo-Bellinzona in der Valle Leventina (Livinental). Es existiert eine Station der Gotthardbahn. Die Gemeinde umfasste bis vor wenigen Jahren nur den Talboden; inzwischen haben aber sämtliche früheren Gemeinden der mittleren Valle Leventina unterhalb des Piottino bis zur Biaschina fusioniert.
Die Nachbargemeinden von Faido sind (alphabetisch) Acquarossa, Blenio, Dalpe, Giornico, Lavizzara, Quinto TI und Verzasca.

Faido, historisches Luftbild von 1931, aufgenommen von Walter Mittelholzer

Der Bahnhof Faido gegen Ende des 19. Jahrhunderts

Faido. Historisches Luftbild von Werner Friedli (1964)

## Geschichte
Der Ort wurde 1171 als Faedo erstmals erwähnt. Im Frühjahr 2004 haben die Einwohner von Faido die Fusion ihrer Gemeinde mit Chiggiogna, Osco, Mairengo, Calpiogna, Campello, Rossura, Calonico, Anzonico, Cavagnago und Sobrio in einer Volksabstimmung angenommen. Zur Gemeinde gehört seit 2005 auch das Bergdorf Aldescio (Audesc) auf 1550 m ü. M. an einem Südhang oberhalb von Chiggiogna.
Da die meisten Gemeinden das Fusionsbegehren verwarfen, wurde die neue Gemeinde zunächst nur aus Faido, Chiggiogna, Rossura und Calonico gebildet. Am 5. Juni 2005 wurde die neue Fusionsvorlage in einer Volksabstimmung angenommen, und auf den 29. Januar 2006 erfolgte der rechtskräftige Zusammenschluss.
Am 1. April 2012 fusionierte Faido mit den Gemeinden Anzonico, Calpiogna, Campello, Cavagnago, Chironico, Mairengo und Osco. Durch die Fusion erhöhte sich die Einwohnerzahl von 1527 Einwohnern (Stand Ende 2005, alte Gemeinde) auf etwa 3000 Einwohner (neue Gemeinde Faido). Am 10. April 2016 fusionierte Faido mit Sobrio.
Faido bildet nach wie vor eine eigenständige Bürgergemeinde. Auch die Fraktion Gribbio bildet eine eigenständige Bürgergemeinde.

## Bevölkerung
Einwohnerzahlen: Volkszählungsdaten
1880: Bau Gotthardbahn
Zahlen ab 2010 inkl. Calonico, Chiggiogna und Rossura (Fusion 29. Januar 2006); Zahlen ab 2020 inkl. Anzonico, Calpiogna, Campello, Cavagnago, Chironico, Mairengo, Osco (Fusion 1. April 2012) und Sobrio (Fusion 10. April 2016)

## Verkehr
Der Bau der Nationalstrasse N2 (Autobahn A2) stellte die Gemeinde vor eine Bewährungsprobe, denn das offizielle Projekt sah eine offene Linienführung zwischen dem Dorfkern und dem Spital vor. Unterstützt durch Robert Steiner, Bauberater des Schweizerischen Heimatschutzes und Hans Marti, Delegierter für die Stadtplanung der Stadt Zürich, beide in der Kommission Hürlimann, gelang es, bei Bundesrat Hans-Peter Tschudi eine Tunnellösung zu erwirken. Bei der Eröffnung wurden Bundesrat Roger Bonvin zum Ehrenbürger und Hans Marti zum Ehrengast ernannt.

## Wirtschaft
Grössere Arbeitgeber sind die Cooperativa Elettrica Faido (Elektrizitätsgenossenschaft) – Faido war 1889 die erste Tessiner Gemeinde, die elektrisches Licht einführte – und die AlpTransit San Gottardo SA.

## Sehenswürdigkeiten
Das Dorfbild ist im Inventar der schützenswerten Ortsbilder der Schweiz (ISOS) als schützenswertes Ortsbild der Schweiz von nationaler Bedeutung eingestuft.
- Propsteikirche Sant’Andrea erwähnt seit 13. Jahrhundert[15][16]
- Wohnhaus Selvini[15][17]
- Patrizierpalast (via Fontana di Scribar 18), Architekt: Paolo Zanini[15]
- Kirche San Francesco d’Assisi und Kapuzinerkloster[18][19]
- Denkmal für Bundesrat Stefano Franscini[15][20]
- Torre dei Varesi[15]
- Piumogna, Wasserfall in der Nähe der Ortsmitte[21]

## Sport
- Leventina Calcio[22]
- Gruppo Ghiaccio Faido[23]

## Bilder

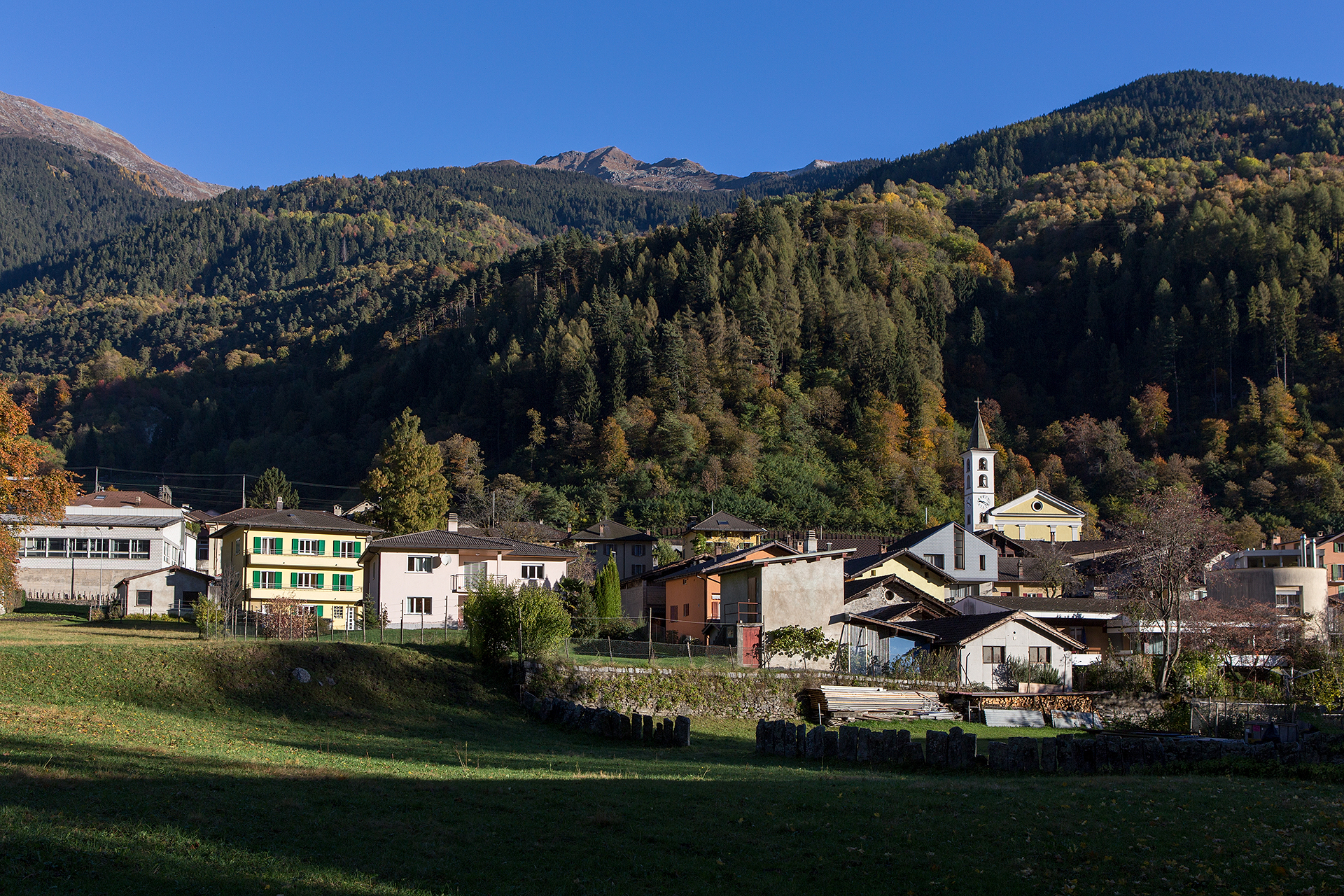
Faido
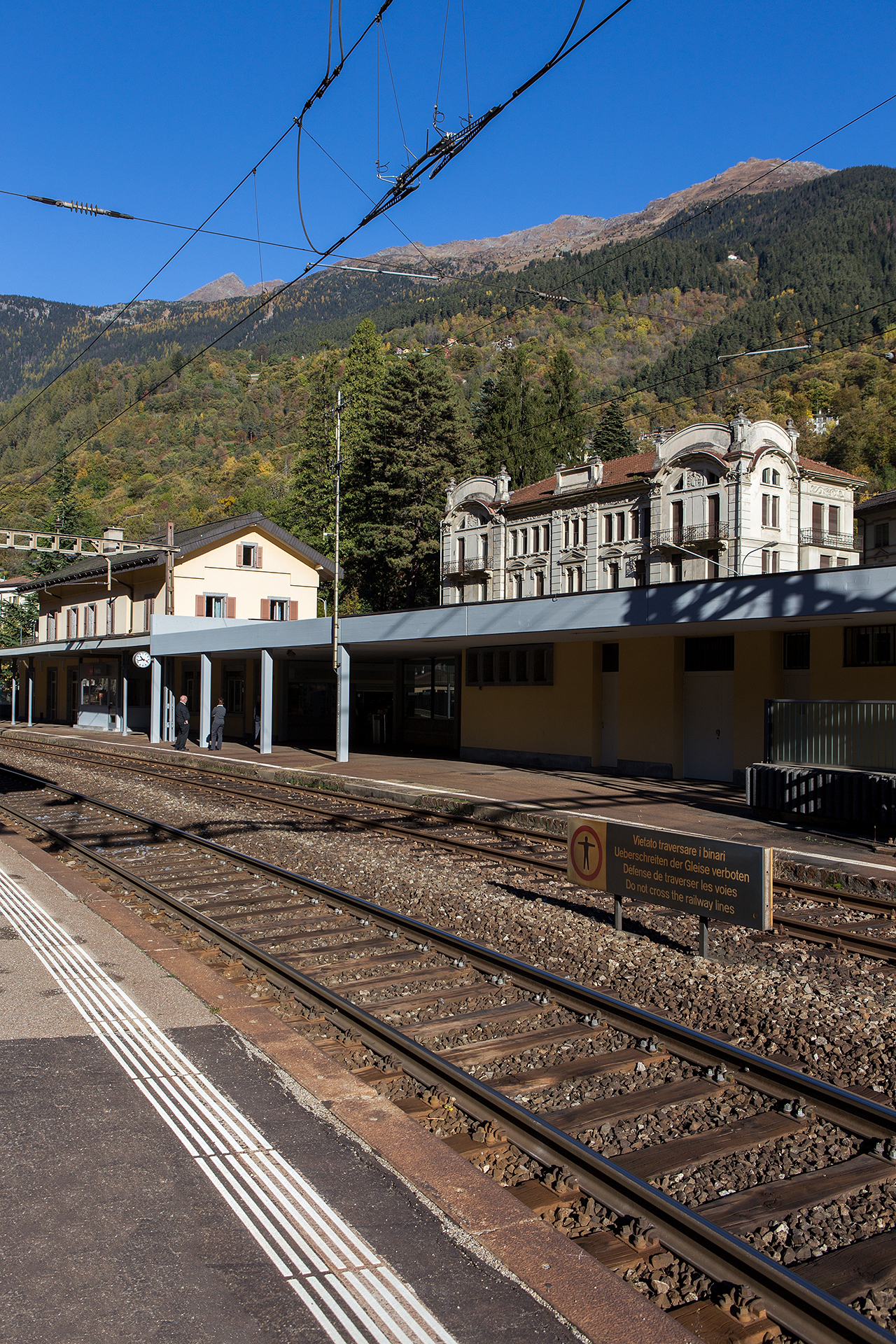
Bahnhof Faido
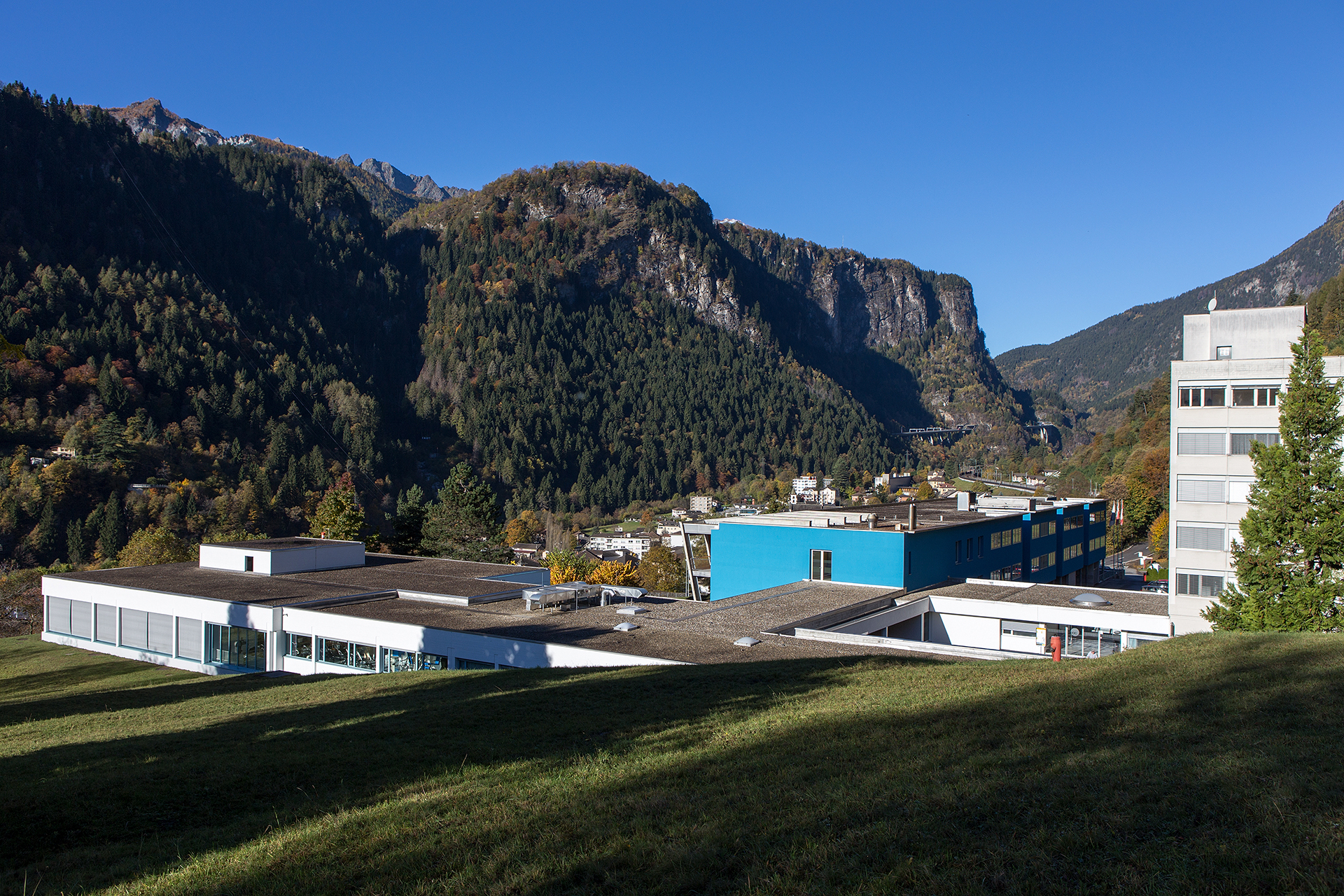
Spital
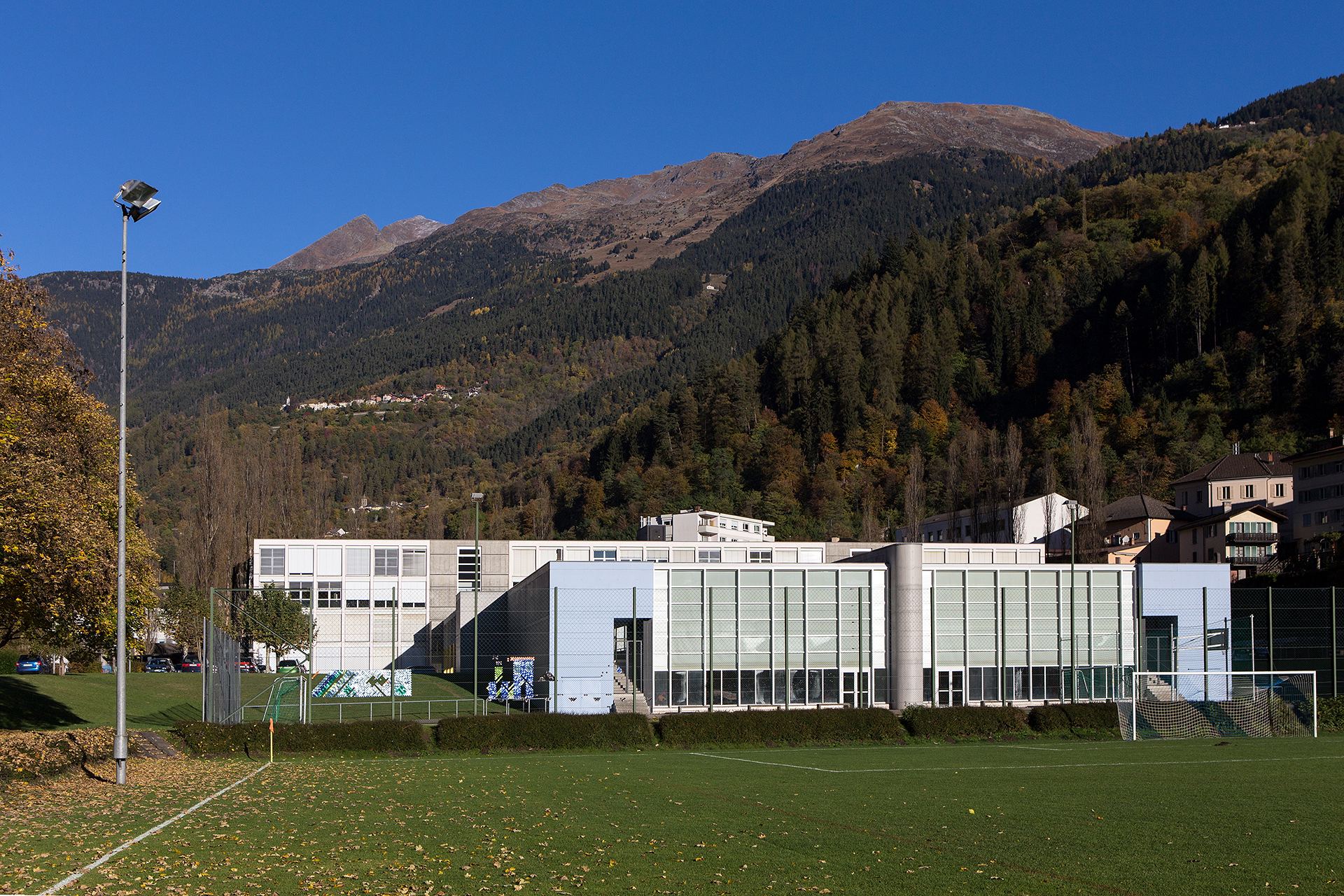
Schulanlage
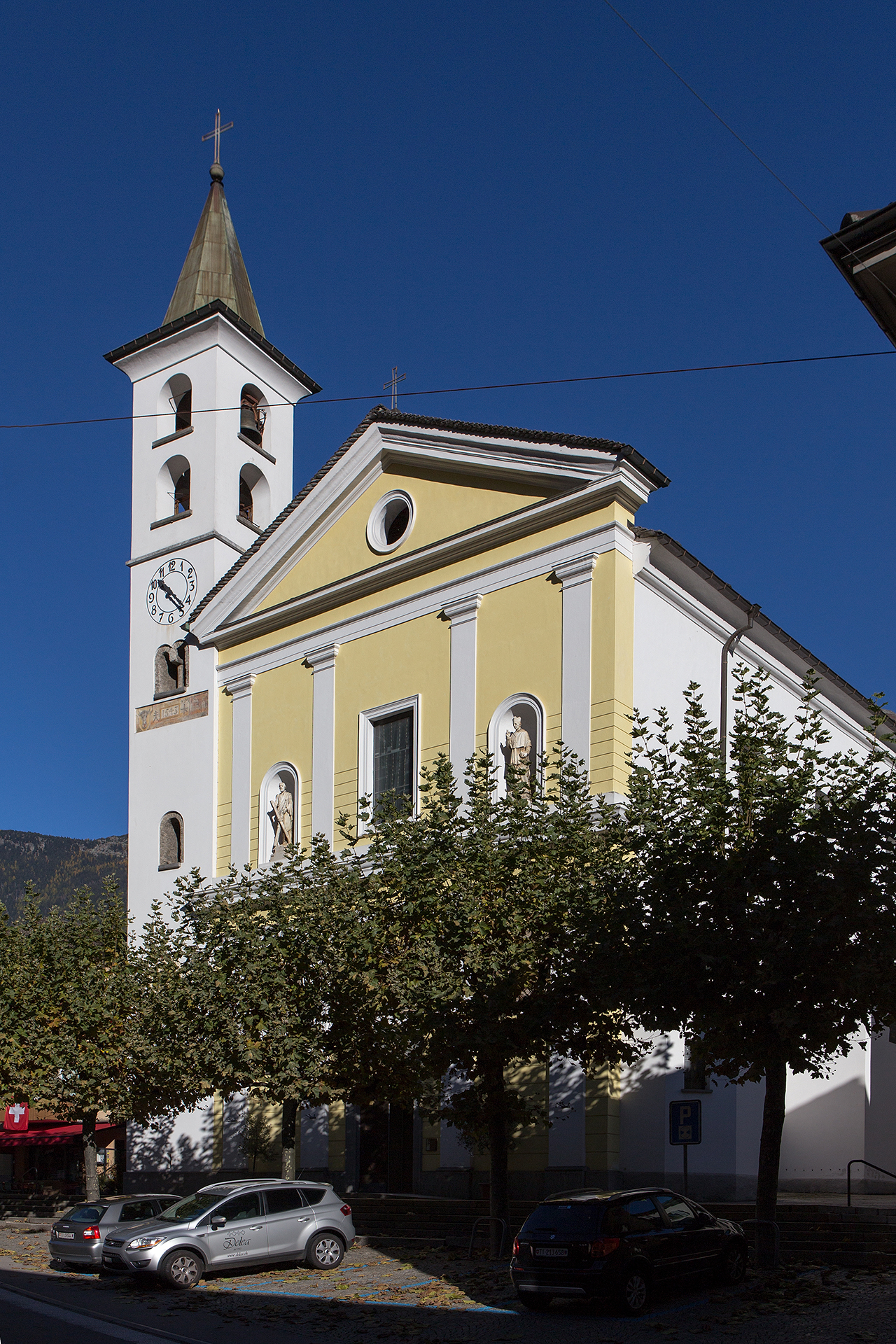
Pfarrkirche Sant’Andrea
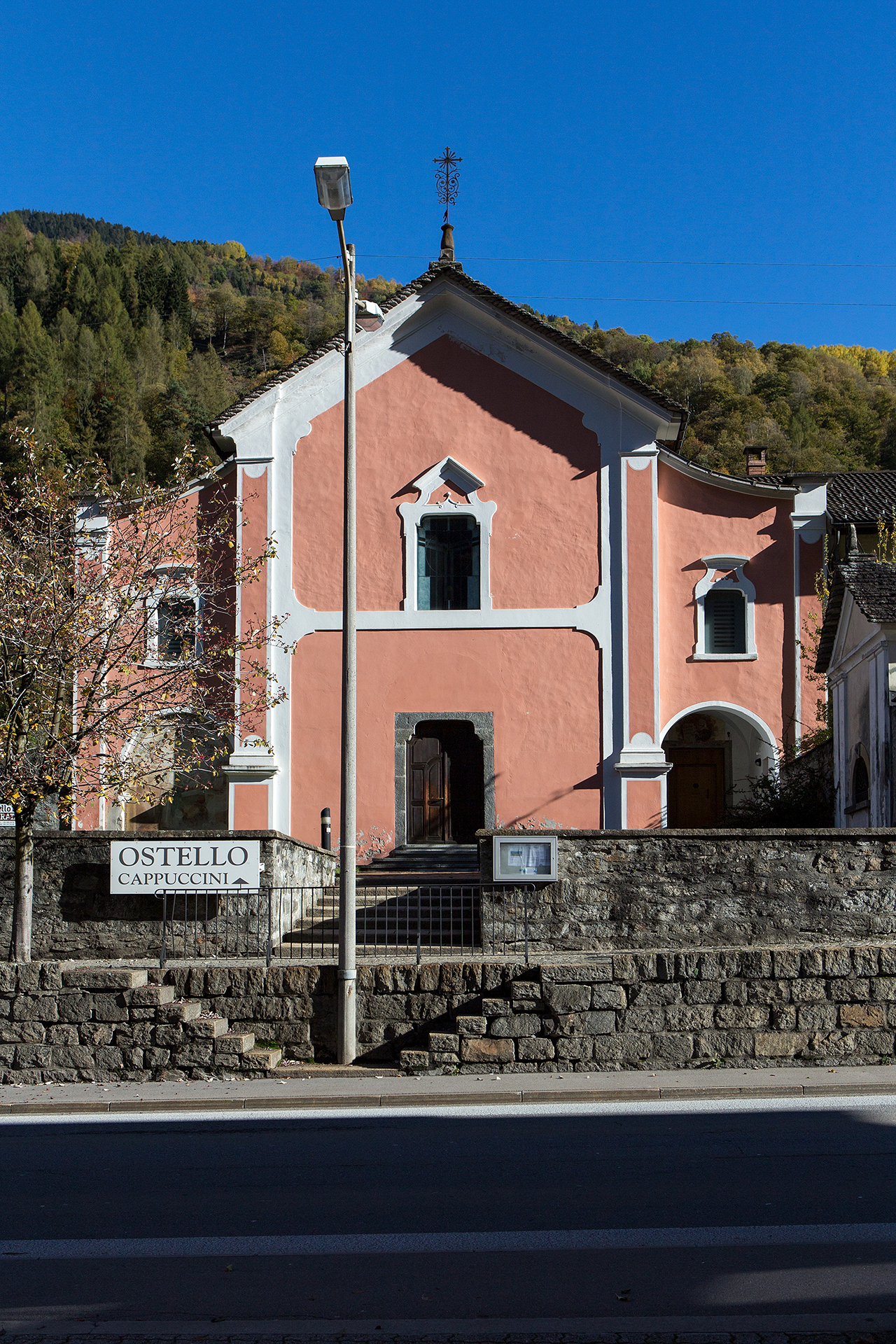
Kirche San Francesco d’Assisi
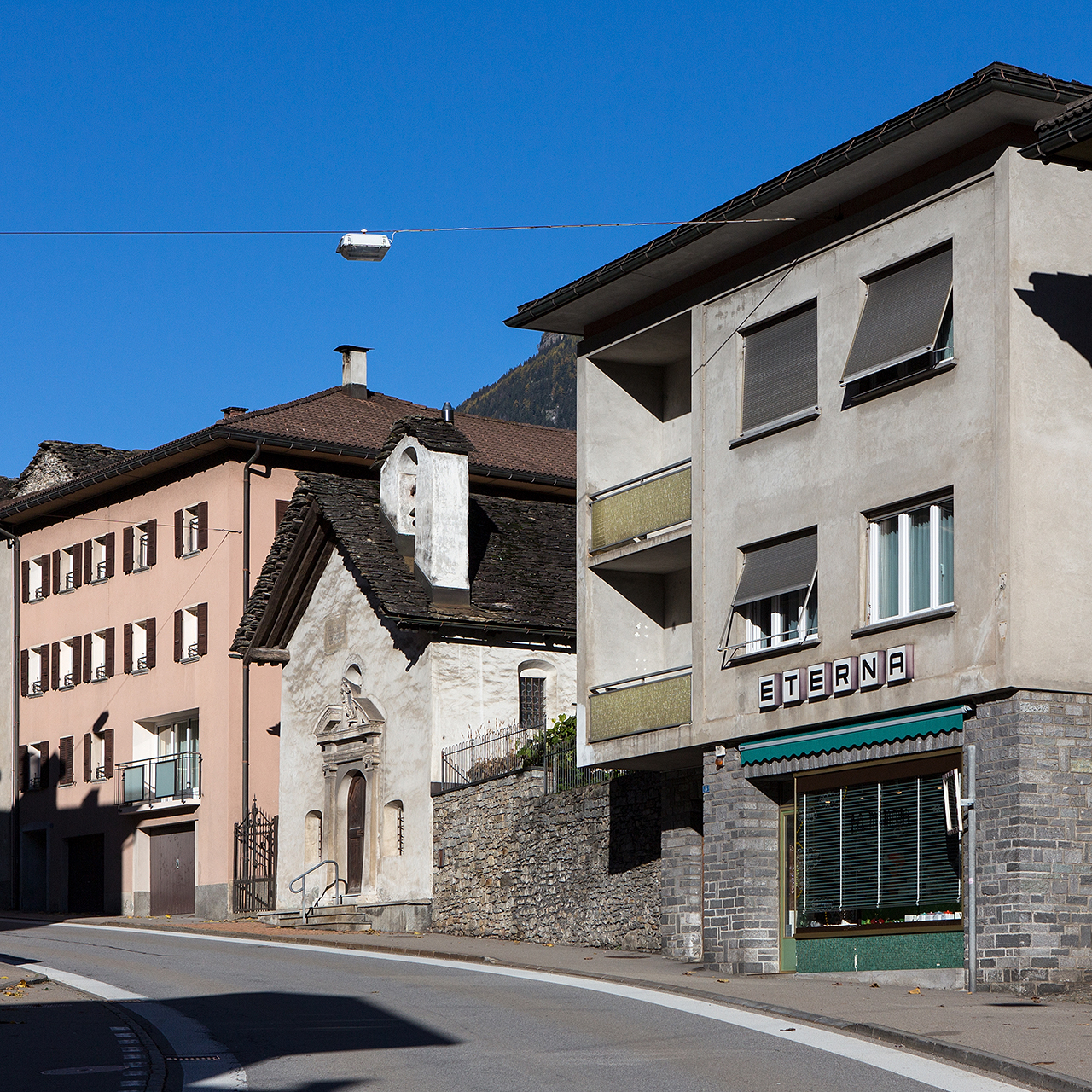
Oratorium San Bernardino da Siena
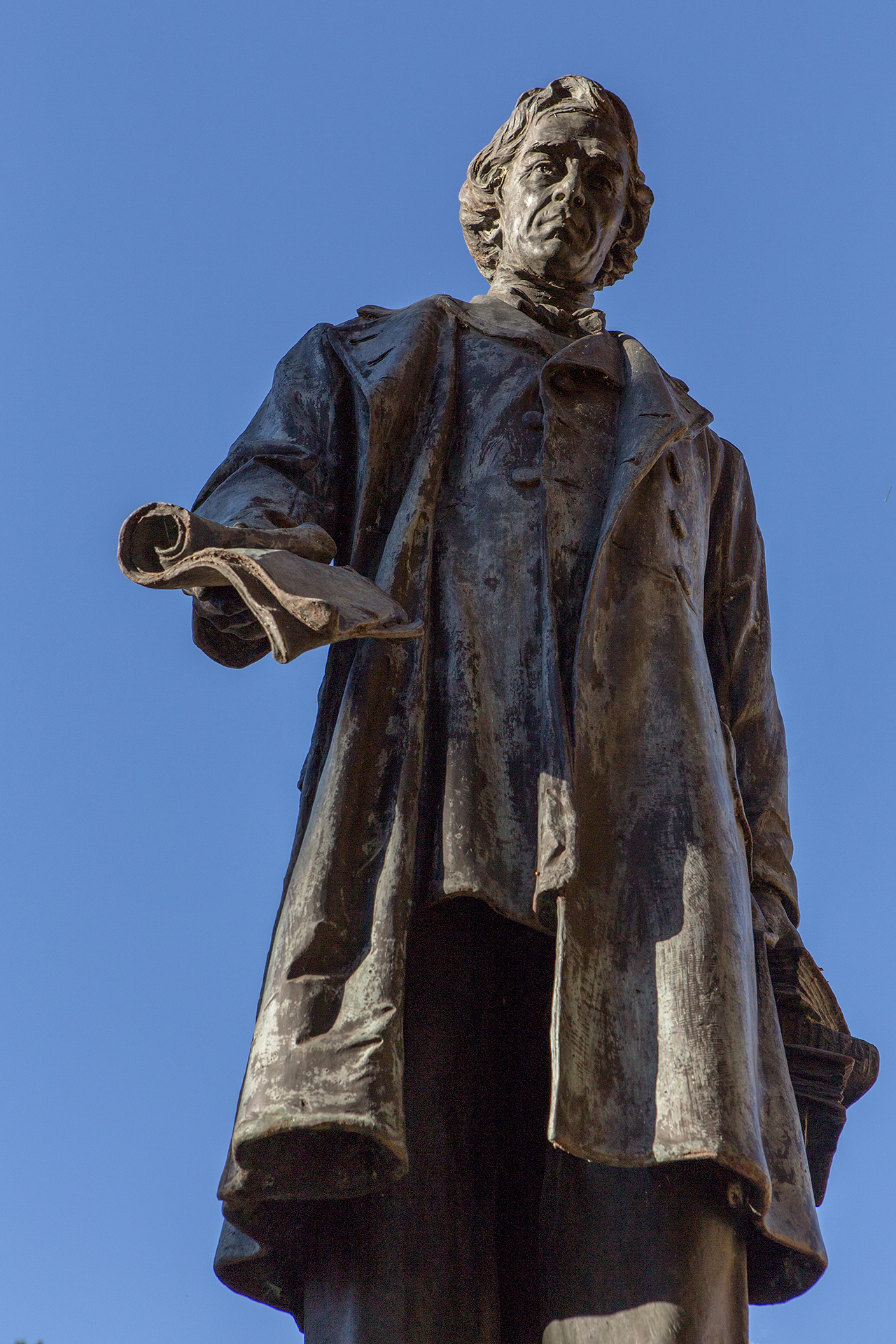
Denkmal des Bundesrates Stefano Franscini